# Masivul Ciucaș
Masivul Ciucaș este o unitate de relief din cadrul Carpaților de Curbură, aparținând de lanțul muntos al Carpaților Orientali. Este situat la est de cursurile superioare ale râurilor Teleajen și Tărlung. Se învecinează cu Munții Tătaru și Munții Siriu la sud-est și est, Depresiunea Întorsurii, Munții Întorsurii la nord și Munții Grohotiș la vest. 

## Vârfuri

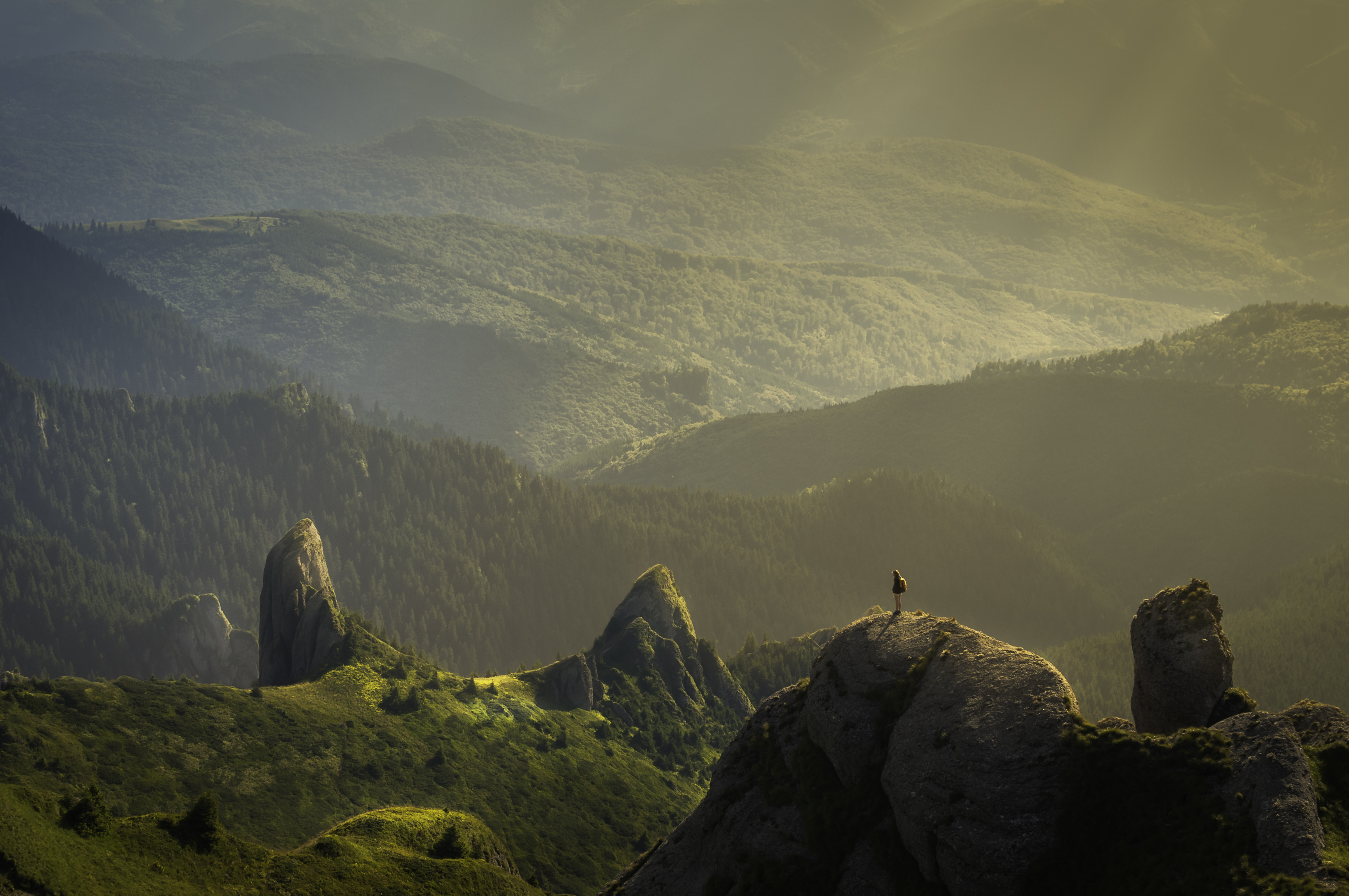
Vedere de pe vârful Ciucaș

Cel mai înalt pisc este Vârful Ciucaș, având 1.954 m.  Alte vârfuri sunt Gropșoare (1883 m), Tigăile Mari (1844 m), Zăganu (1817 m).

## Alcătuire
Sunt alcatuiți din două culmi principale, culmea Ciucaș - Bratocea pe aliniamentul SV-NE și culmea Gropsoarele-Zăganu pe directia NV-SE, unite prin înșeuarea muntelui Chirușca. Culmea Ciucaș - Bratocea reprezintă partea de vest a masivului, ce se împarte în două compartimente separate de șaua Tigăilor. Culmea Ciucaș reprezintă compartimentul nordic, atingând înălțimea maximă în Vârful Ciucaș (1954 m), iar culmea Bratocea reprezintă componenta sudică, întinzându-se pe mai bine de 5 km.
Din punct de vedere hidrografic trebuie amintit râul Teleajen si Pârâul Berii.

## Turism
Principalele locuri de cazare și puncte de acces în masiv sunt reprezentate de Stațiunea Cheia, Cabana Muntele Roșu și Cabana Ciucaș la care se poate ajunge prin Pasul Bratocea dinspre Brașov. Stațiunea Cheia dispune de două hoteluri și numeroase pensiuni, iar Complexul Muntele Roșu cuprinde cabana inițială, construită în 1948 și cabana Bujorul Roșu plus o sală de discotecă, lângă care este amplasată cabana Silva și o stație seismică.
Fosta cabană "Alexandru Vlahuță" (cunoscută acum sub numele de "Cabana Ciucaș") a fost complet refăcută pe același amplasament de pe Muntele Chirușca și funcționează în regim de trei stele. Accesul se face pe un drum pietruit care urmează pârâul Berii, dar este accesibil în ultima sa parte doar pentru autoturisme cu tracțiune integrală, din cauza pantei foarte accentuate și a anrocamentului.

### Rezervația naturală
Există o rezervație naturală cu relief ruiniform și cu o vegetație bogată de pajiști, tufărișuri (afin, ienupăr, smârdar, jneapăn) și plante de stâncărie (rogoz verde, floare de colț). În Masivul Ciucaș trăiesc numeroase animale sălbatice: urs, mistreț, cerb, râs, vulpe, jder, veveriță, pisică sălbatică, capră neagră. Păsările sunt reprezentate prin vultur, acvilă de munte, uliu, privighetoare, cinteză, scatiu, iar reptilele prin vipera comună și șopârla de munte (Lacerta vivipara).